# 渡邉雄介
渡邉 雄介（わたなべ ゆうすけ）は、米国統合型リゾート運営大手シーザーズ・エンターテインメントのヴァイスプレジデント 兼 日本事業開発責任者。

## 略歴
東京都板橋区生まれ。父親は元東海銀行（現三菱UFJ銀行）の専務執行役員投資銀行カンパニー長。父親の仕事の関係により、幼少時代から高校までの大部分をシンガポール、カナダのトロント、アメリカのフィラデルフィアで過ごす。中学3年入学前に帰国し、早稲田大学高等学院を経て、早稲田大学政治経済学部政治経済学科に進学した。
1999年、卒業後東京三菱銀行（現三菱UFJ銀行）に入社。2002年からは金融商品開発部投資銀行営業室ダイレクトディールに所属し、総合商社、船舶会社、銀行、保険会社等のデリバティブの大口取引先の取引仲介をつとめる傍ら、仕組みローン等デリバティブを活用した投資/運用商品の開発に従事し、本邦初となる各種金利系デリバティブを組みこんだ商品を組成したほか、本邦初の仕組み付きシンジケートローンを組成した。
2005年に三菱東京UFJ銀行における海外MBA社内公募試験に合格し、2006年からペンシルバニア大学ウォートン・スクールに留学。
2008年MBA卒業後JPモルガン証券投資銀行本部にて大企業の資金調達やM&Aのアドバイザリーに従事。2011年から2012年にかけ香港JPモルガン投資銀行本部にて勤務し非日系企業の経営陣に対してM&Aのアドバイザリーサービスを提供。2015年からはJPモルガン証券投資銀行本部エクゼクティブ・ディレクター 兼 金融法人クロスボーダーM&A責任者に就任している。
その後モルガンスタンレーM&Aアドバイザリーグループを経て、2016年12月にIR推進法（特定複合観光施設区域の整備の推進に関する法律）が成立したことをうけて、日本支店設立代表者として米国シーザーズ・エンターテインメントに入社した。2025年を目途に全国3か所で開業が想定されている日本型IRの開発に向けて、シーザーズ・エンターテインメントの日本における事業開発を統括している。
2019年にシーザーズの日本撤退を受けてIR業界世界最大手でシンガポールのマリーナベイサンズを開発運営する米国ラスベガスサンズに、副社長日本開発責任者として入社。横浜の地元企業連合を組成し総事業費1兆円超の山下埠頭IR開発計画をまとめる。
2020年7月に佐藤オオキ率いるデザインオフィスnendoにおいて執行役員に就任。2021年4月からはチャットコマースNo.1ジールスにてCFOを勤める。